# Willemstad
Willemstad je grad na otoku Curaçao, glavni grad Zemlje Curaçao. Čine ga dva dijela, Punda i Otrabanda, koje spaja pontonski most kraljice Eme (168 m dug iz 1888.) preko istoimenog zaljeva. Zaljev završava prirodnom lukom nazvanom Schottegat.
Grad su 1634. osnovali Nizozemci koji su otok preoteli Španjolcima. Prvotno je naseljen De Punt (danas Punda), gdje je 1635. godine podignuta tvrđava Amsterdam. Otrabanda (papiamento: "druga strana") je nastala 1707. godine i danas je kulturno središte grada. Centar grada je ispunjen kolonijalnom arhitekturom nizozemskog stila s posebno lijepom ulaznom lukom koji je 1997. godine postao UNESCO-ova svjetska baština kao "primjer organskog rasta multikulturalne zajednice kroz tri stoljeća pri čemu je sačuvan visok stupanj značajnih elemenata mnogih utjecaja (nizozemski, portugalski, španjolski) koji su je oblikovali". 
Grad je veliko turističko središte s nekoliko kasina. Willemstad ima Međunarodnu zračnu luku Hato koja je domaća luka za Insel Air, Curacao zračnu tvrtku. Do raspuštanja Nizozemskih Antila Willemstad je bio sjedište parlamenta Nizozemskih Antila.

## Znamenitosti
U središnjem području ulaza u zaljev Sint Anna nalaze se utvrde s obje strane, tzv. Vodena utvrda na strani Punde i utvrda Rif na strani Otrobande. Ti obrambeni kompleksi su važni i relativno dobro sačuvani primjeri suvremenih utvrda, posebno u svezi s drugim preživjelim obrambenim zgradama izvan zaštićenog područja.
Punda je gusto i kompaktno ispunjena povijesnim građevinama, što je odraz njezina okruženosti tvrdim zidinama. Povijesna arhitektura je izrazito originalna i šarena europskog podrijetla u tropskom okruženju. Ništa slično se ne može naći nigdje drugdje u drugim nizozemskim kolonijama širom svijeta. Četvrti Pietermaai i Scharloo uživaju relativnu slobodu prostora otvorenim ulicama u kojima se nižu obiteljski i često vrlo luksuzni stanovi, dok je značajka Otrobanda spoj otvorenih prostora i gusto ispunjenih ulica.
Do 1730. godine Židovi su predstavljali oko polovice bijelog stanovništva Willemstada. Sinagogu Snoga izgradili su sefardski portugalski Židovi iz Amsterdama 1692. godine po uzoru na amsterdamsku sinagogu Esnoga. Ona je najstarija sinagoga na zapadnoj polutki svijeta. 
Dvadesetih godina istog stoljeća tu je postojala jedna od najvećih rafinerija nafte na svijetu, koja je prerađivala naftu iz Venezuele. Rafinerija je prodana vladi Curacaa 1985. god. za simboličnu svotu od 1 guldena. God. 1967. izgrađen je Most kraljice Julijane koji u visokom luku (550 m dug i 50 m visok) spaja luku s kopnom i koji je preuzeo gotovo sav promet sa starog pontonskog mosta.
- Fort Amsterdam
- Trgovačka kuća Penhagebouw iz 18. st.
- Pontonski most kraljice Eme (Pontjesbrug Koningin Emmabrug)
- Most kraljice Julijane (Koningin Julianabrug)
- Handelskade in Willemstad, Curaçao